# Gomashio

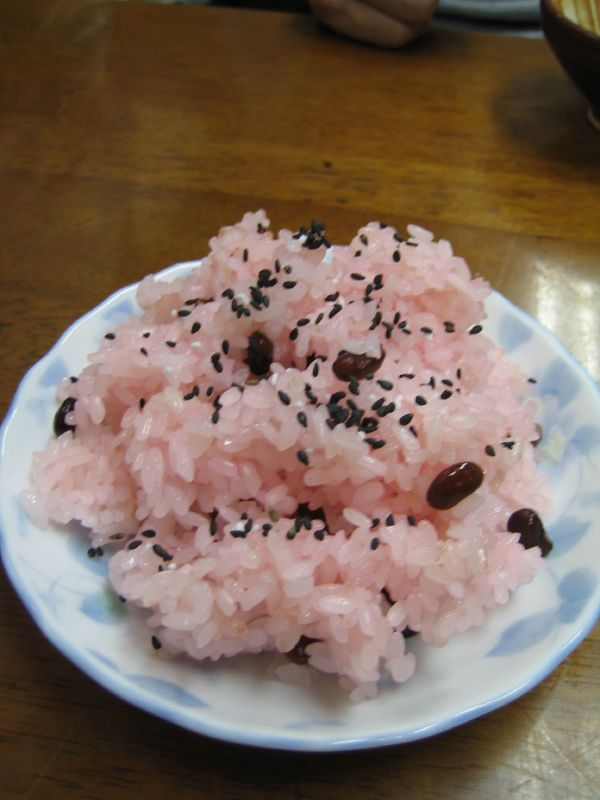
Sekihan (roter Reis) mit Gomashio

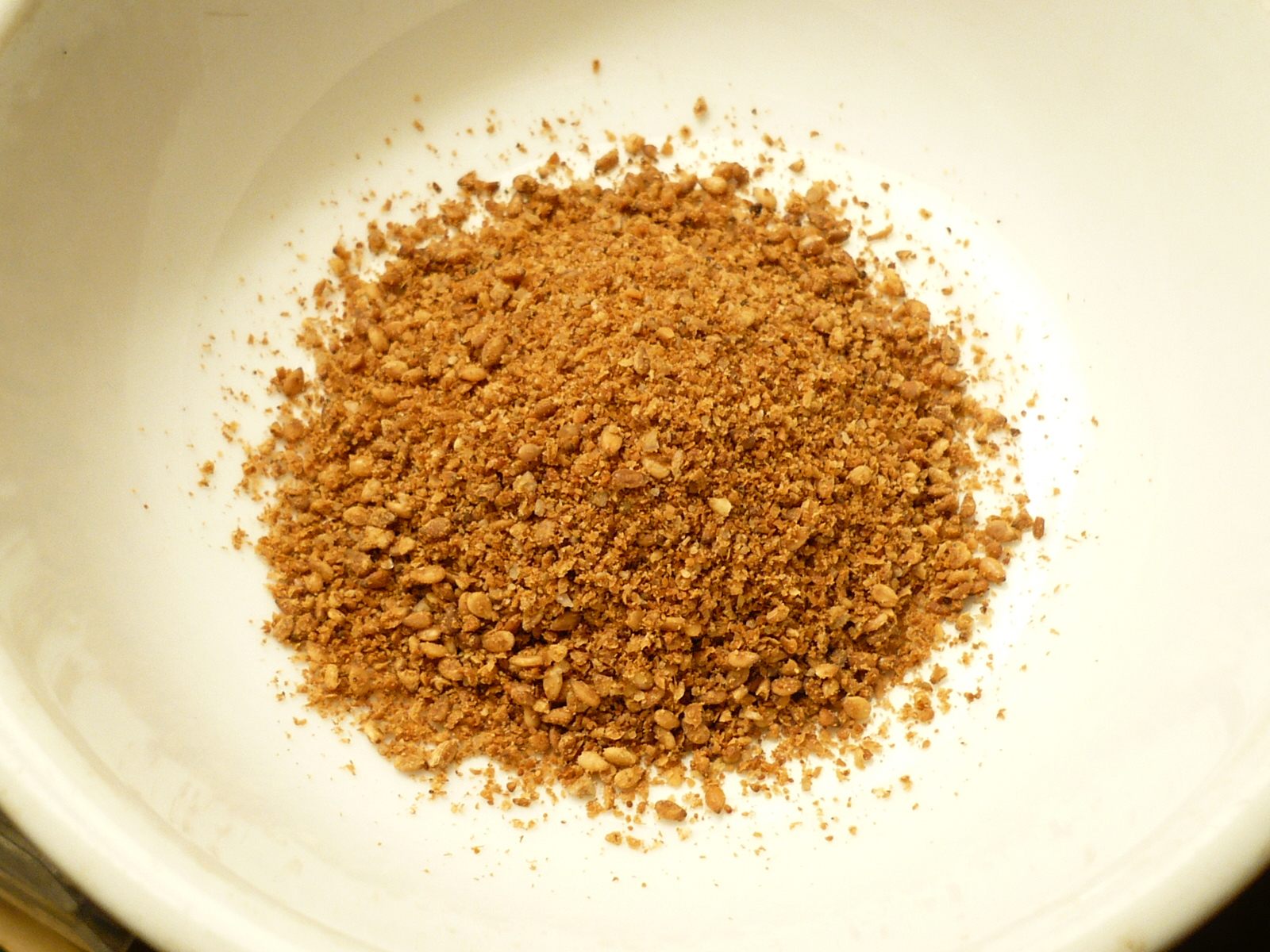
Gomashio mit weißem Sesam

Gomashio (japanisch 胡麻塩 oder ごま塩, von goma „Sesam“ und shio „Salz“; koreanisch 깨소금 Kkaesogeum), auch Gomasio oder Sesamsalz, ist eine Gewürzmischung der japanischen bzw. koreanischen Küche, die aus gerösteten schwarzen Sesamkörnern und Meersalz besteht.
Gomashio wird in Japan hauptsächlich auf Reis als Furikake für Sekihan und Onigiri verwendet. Es kann auch selbst hergestellt werden. Dafür wird die Sesamsaat leicht geröstet, anschließend gemörsert oder gewalzt und mit dem Meersalz vermischt. Das gebräuchliche Verhältnis von Sesam zu Salz ist 7:1; der Sesamanteil kann auch erhöht werden. Außerhalb Japans wird oft auch weißer Sesam verwendet sowie teilweise auch Glutamat beigemischt.